# Concentrotheca vaughani
Concentrotheca vaughani is een rifkoralensoort uit de familie van de Caryophylliidae. De wetenschappelijke naam van de soort is voor het eerst geldig gepubliceerd in 1991 door Cairns.